# Peninsular and Oriental Steam Navigation Company

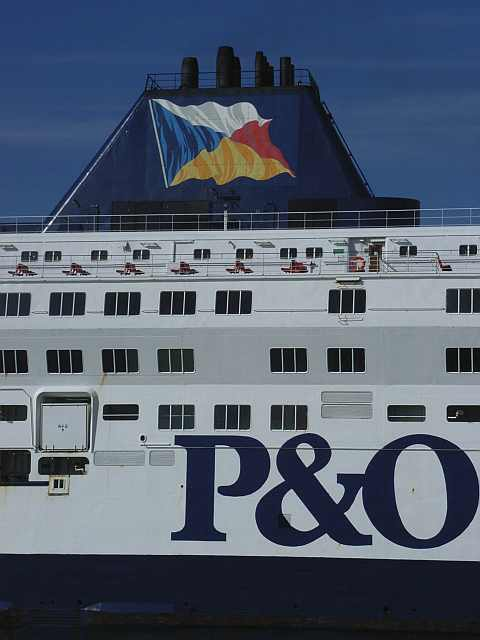
P&O-Flaggenbild und Logo

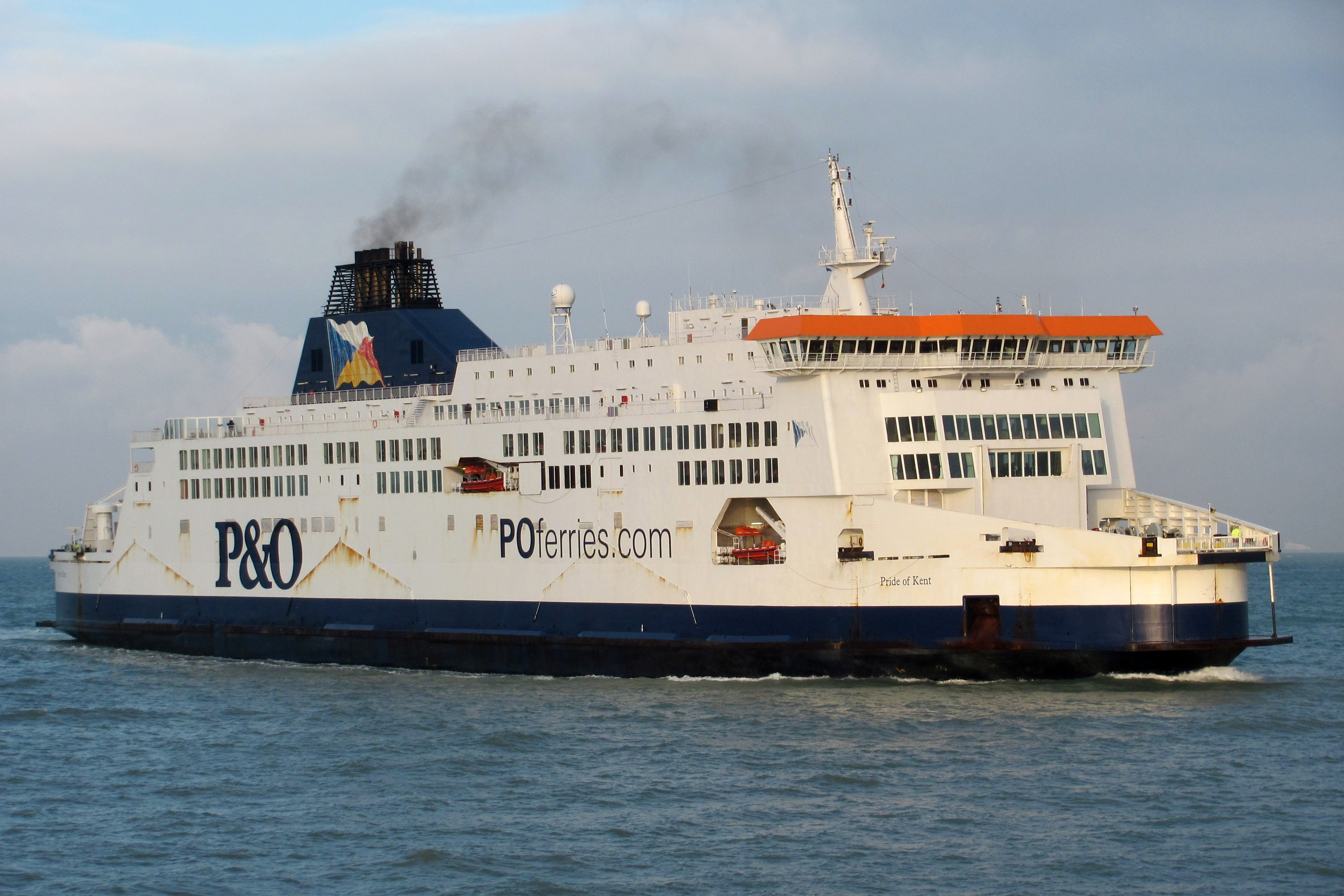
P&O-Fähre Pride of Kent in Calais

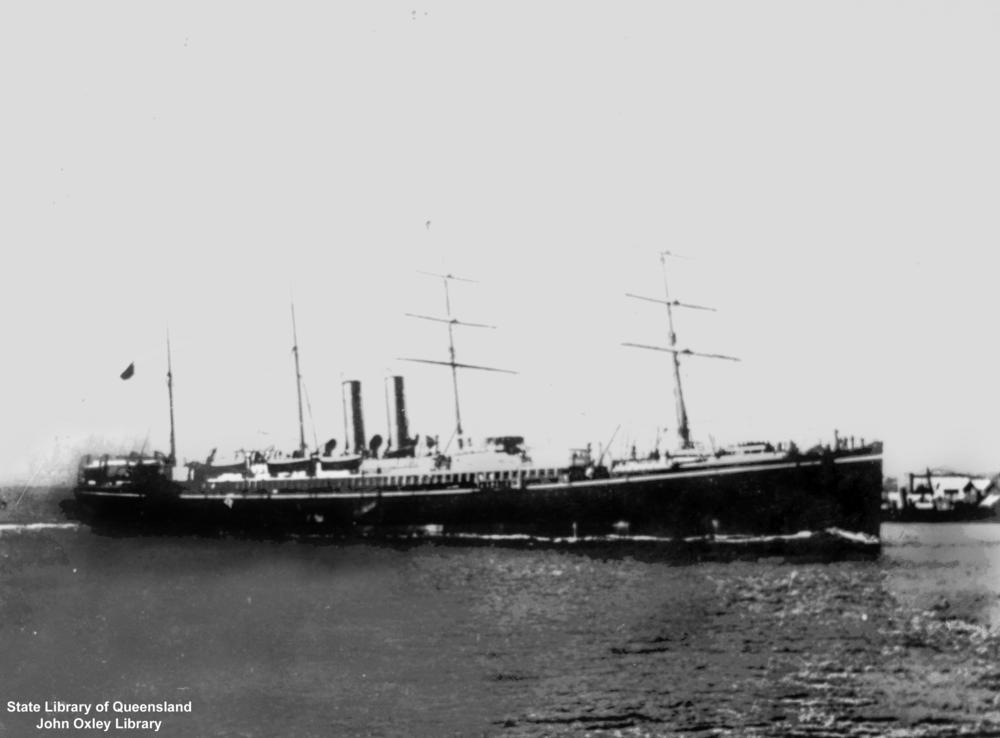
P&O Arcadia (1) 1888, 6.610 BRT, Werft Harland & Wolff, Belfast

Die Peninsular & Oriental Steam Navigation Co. Ltd. (P&O) war eine britische Reederei mit Hauptsitz in London. Sie war einer der größten Reederei-Konzerne der Welt und in allen Bereichen der Seeschifffahrt tätig.
Zwischen Oktober 2000 und Dezember 2006 wurden nacheinander alle Geschäftsbereiche ausgegliedert oder verkauft, so dass die Reederei P&O seit Ende 2006 nicht mehr existiert. Die heute unter dem Markennamen P&O weitergeführte Fährgesellschaft P&O Ferrymasters ist eine britische Reederei, die Fähren vom Vereinigten Königreich nach Irland und nach Kontinentaleuropa (Frankreich, Belgien und die Niederlande) betreibt. Das Unternehmen entstand 2002 durch Fusionen und Übernahmen innerhalb von P&O. Seit 2019 gehört es der in Dubai ansässigen Dubai Ports World. Die Kreuzfahrtsparte P&O Cruises wurde zur Carnival Corporation & plc.

## Geschichte

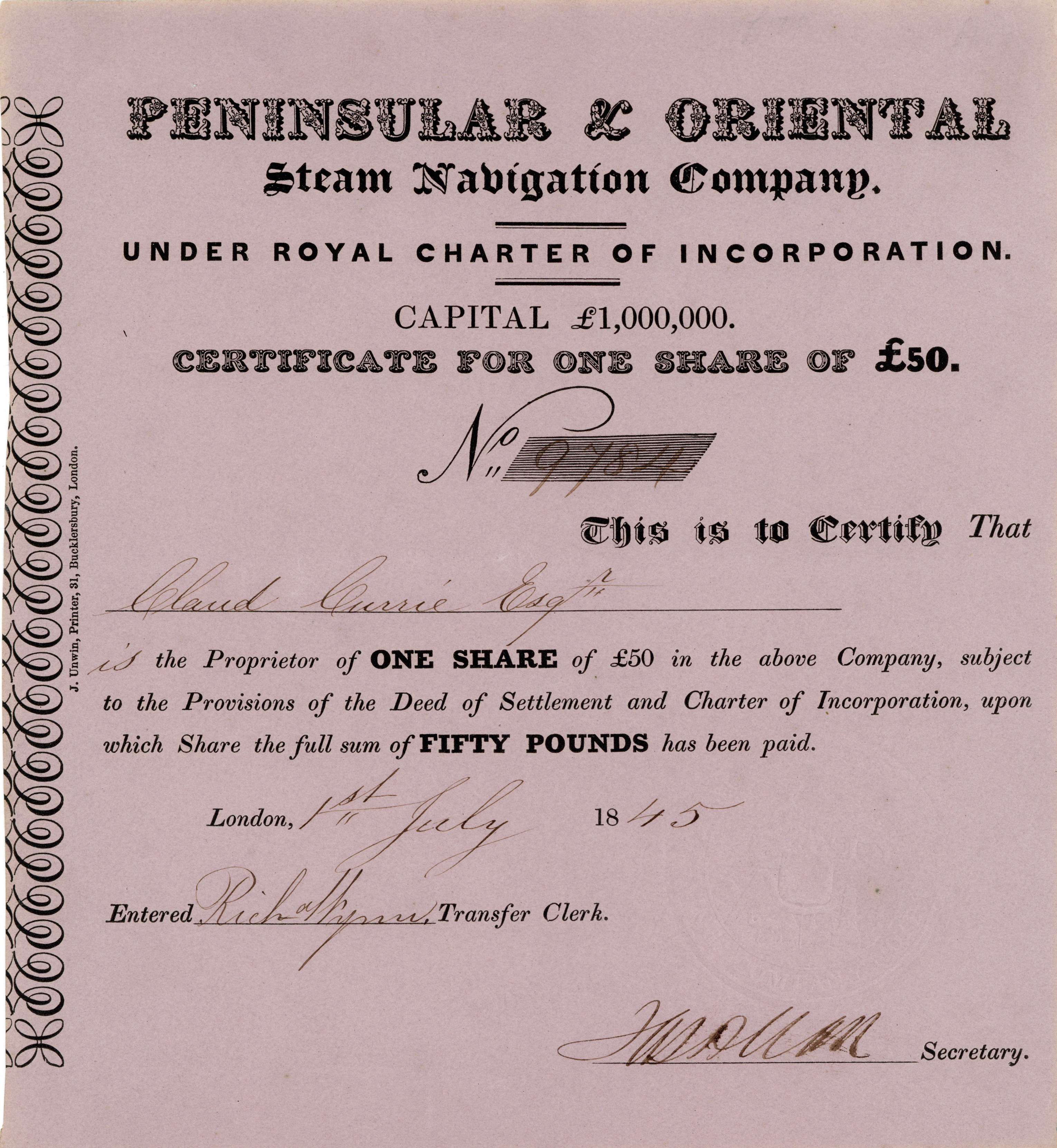
Aktie der Peninsular & Oriental Steam Navigation Company über 50 £, ausgestellt in London am 1. Juli 1845

Vorläufer war die 1837 von Brodie McGhie Willcox und Arthur Anderson gegründete Peninsular Steam Navigation Company, die Verbindungen von Großbritannien nach Spanien und Portugal anbot. Auf der Iberischen Halbinsel (daher auch der Name: englisch peninsula = Halbinsel) wurden u. a. Vigo, Porto, Lissabon und Cádiz angelaufen.
1840 erhielt die Peninsular Steam Navigation Company von der britischen Admiralität den Zuschlag für die Postbeförderung nach Indien (The Indian Mail) und 1845 auch nach Ostasien, 1852 wurden diese Dienste auf Australien und Neuseeland erweitert. Seitdem firmierte das Unternehmen als Peninsular & Oriental Steam Navigation Company, Ltd. (P&O). Innerhalb kurzer Zeit wurde P&O zur führenden Reederei der Welt.
Eine typische Linie aus der Zeit führte von London über Gibraltar, (Malta), Alexandria, mit der Suez-Eisenbahn nach Sues, weiter über Aden, Bombay, Colombo und Madras nach Kalkutta. 1869 wurde der neueröffnete Sueskanal in das Liniennetz eingefügt, bis dahin gab es auch eine Route um das Kap der Guten Hoffnung nach Ostasien und Australien. 1858 startete P&O einen Transpazifik-Dienst von Australien zu den US-Pazifik-Häfen sowie dem kanadischen Vancouver.
Von Beginn des 20. Jahrhunderts an bis in die 1920er Jahre hinein erwarb P&O eine ganze Reihe erfolgreicher britischer Reedereien, wie die British India Steam Navigation Company, New Zealand Shipping Company, Federal Steam Navigation Company, General Steam Navigation Company, Union Steam Ship Company, Strick Line, Hain Line, Nourse Line, Moss-Hutchinson Lines und einige andere mehr.

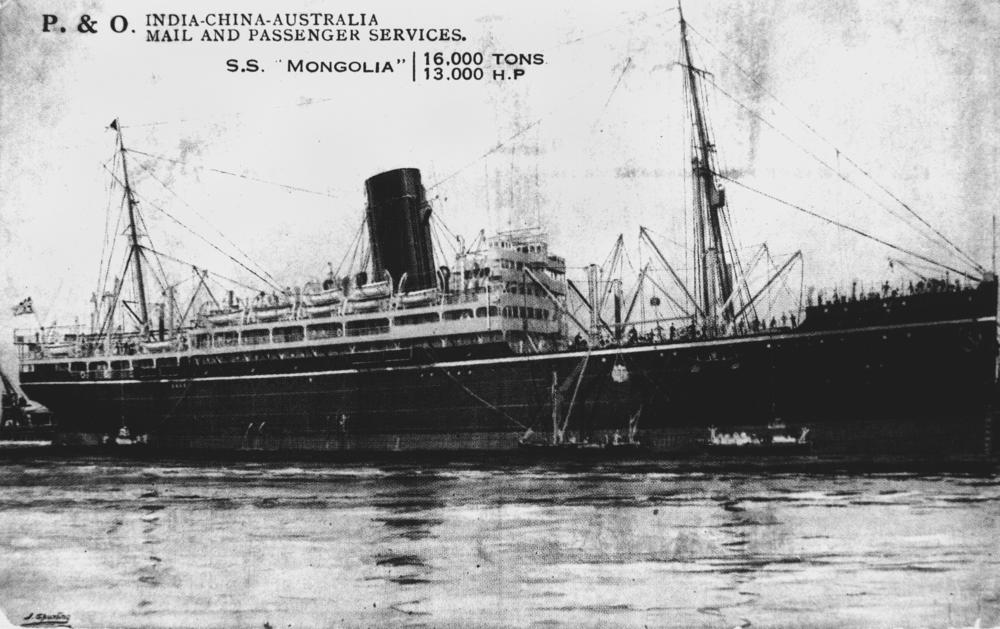
Die Mongolia der P&O-Line

Während des Ersten Weltkrieges hatte P&O wie alle britischen Reedereien hohe Verluste an Mannschaften und Schiffen. Nach Kriegsende 1918 wurde ein umfangreiches Neubauprogramm aufgelegt und bis zum Beginn der 1930er Jahre waren die Schiffsverluste wieder ausgeglichen. Die 1929 beginnende Weltwirtschaftskrise bedeutete einen neuen Rückschlag und gerade als sich die Lage zu bessern begann, begann der Zweite Weltkrieg.
Nach 1945 musste P&O erneut ein umfangreiches Neubauprogramm initiieren. Wegen des steigenden Anteils von Luftfracht und Containern im Frachtgeschäft begann sich die Lage ab den 1950er Jahren zu ändern, verstärkt durch Unabhängigkeitsbestrebungen in den Kolonien. Aus diesem Grund fusionierte P&O 1960 mit der Orient Steam Navigation Company zur P&O-Orient Line Ltd., doch schon 1968 kaufte P&O alle restlichen Aktien der Orient Line auf.

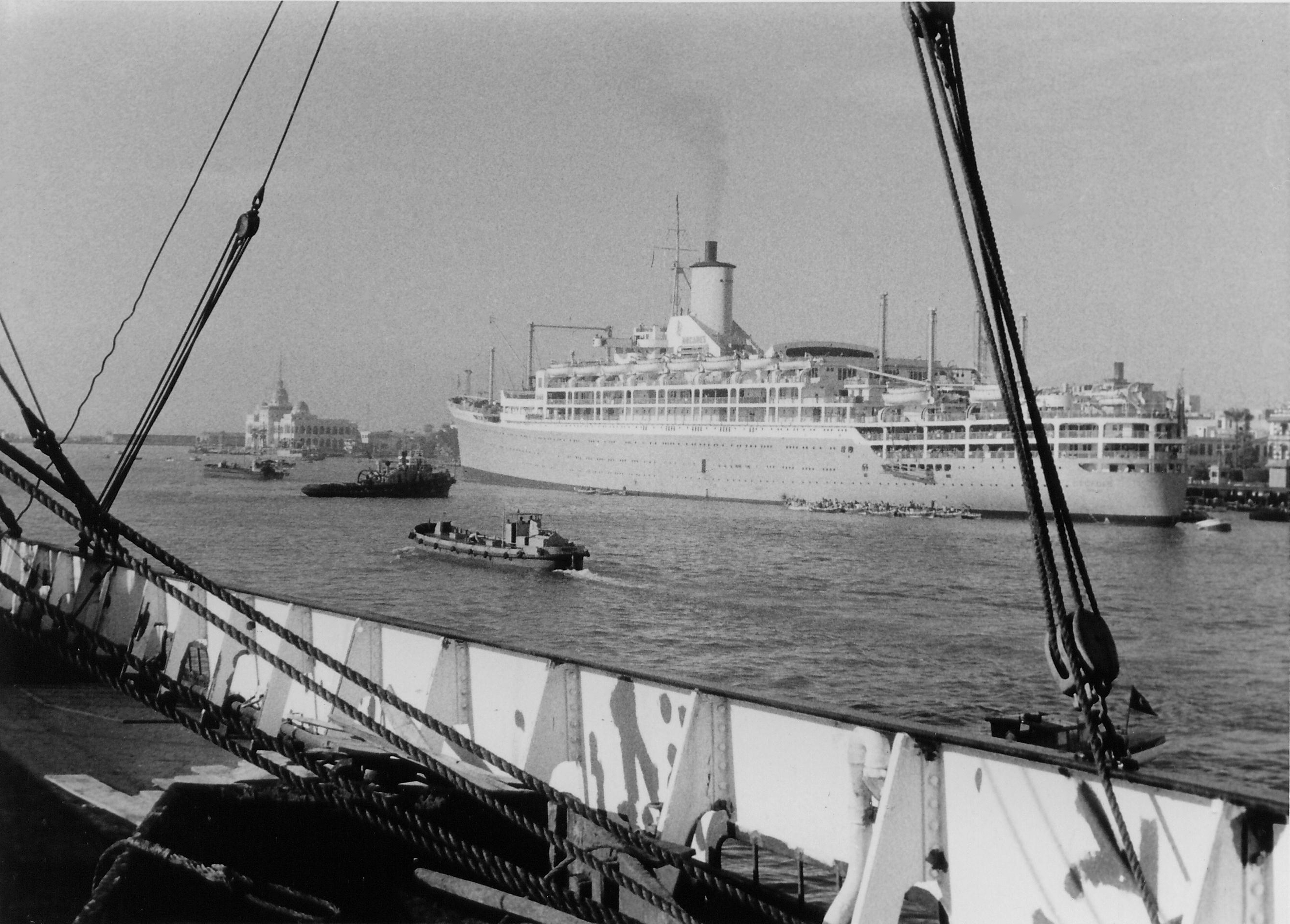
Passagierschiff Orcades der P&O Company in Port Said, Dezember 1957

Um den weiteren Entwicklungen zu begegnen, wurde zu Beginn der 1970er Jahre die Reederei komplett umstrukturiert. Durch die Konkurrenz des Flugzeugs war mit den Passagierliniendiensten kein Geld mehr zu verdienen und in der Frachtschifffahrt begann sich nun das Containerschiff durchzusetzen. Die Frachterflotte musste daher auf den neuen Schiffstyp umgestellt werden, da die vorhandene Frachtschiff-Tonnage nun veraltet war. Aus diesem Grund wurden neue Tochterunternehmen gegründet, die P&O Passenger Division (Kreuzfahrten, Fähren) und die P&O Cargo Division (Fracht-Container), alle anderen bis dahin geführten Tochterreedereien wurden auf die neuen Unternehmen verteilt und damit praktisch aufgelöst – ein Schock für die damalige britische Handelsflotte.

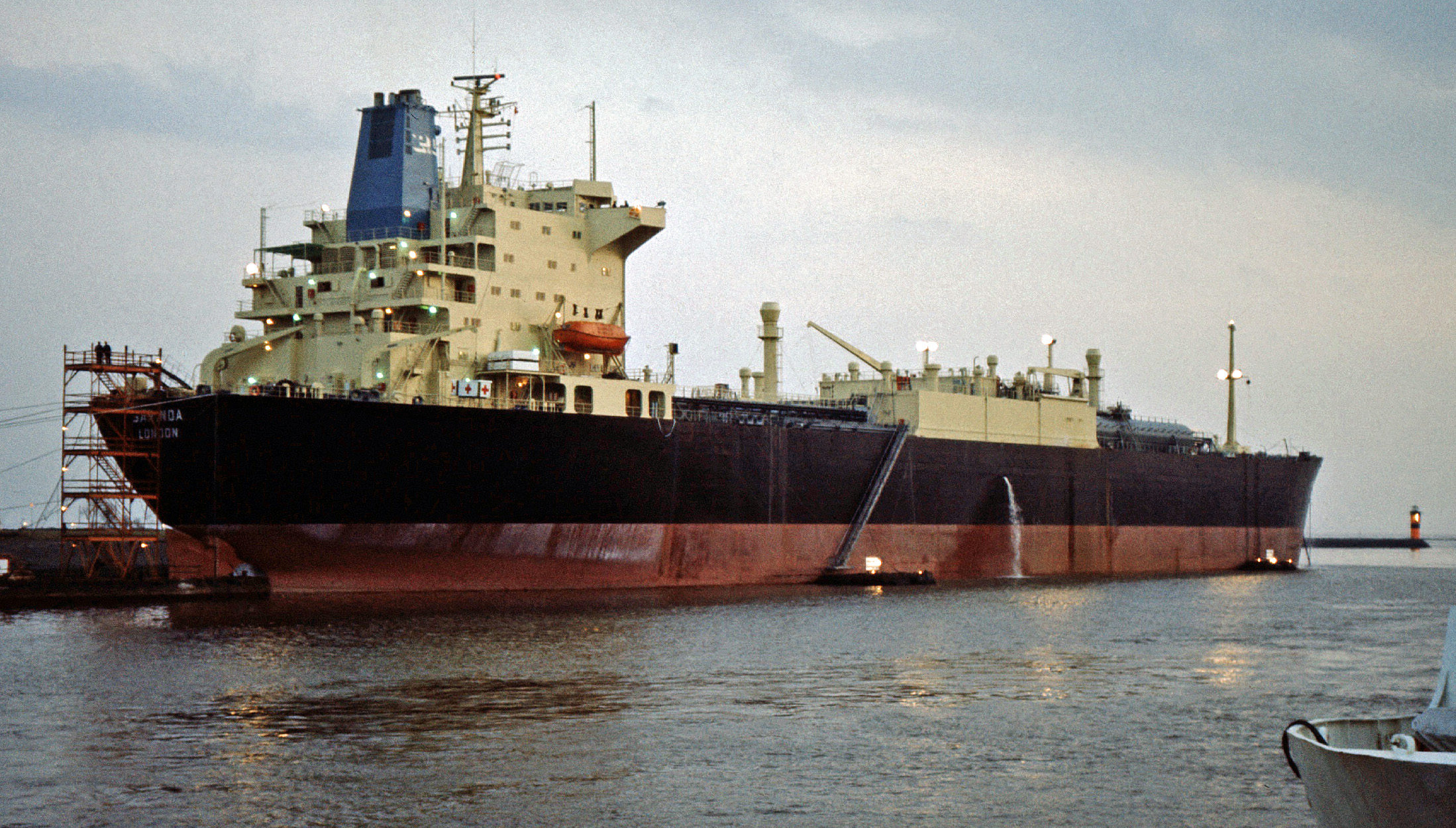
Garinda, einer von vier 1977–79 in Emden gebauten Gastankern

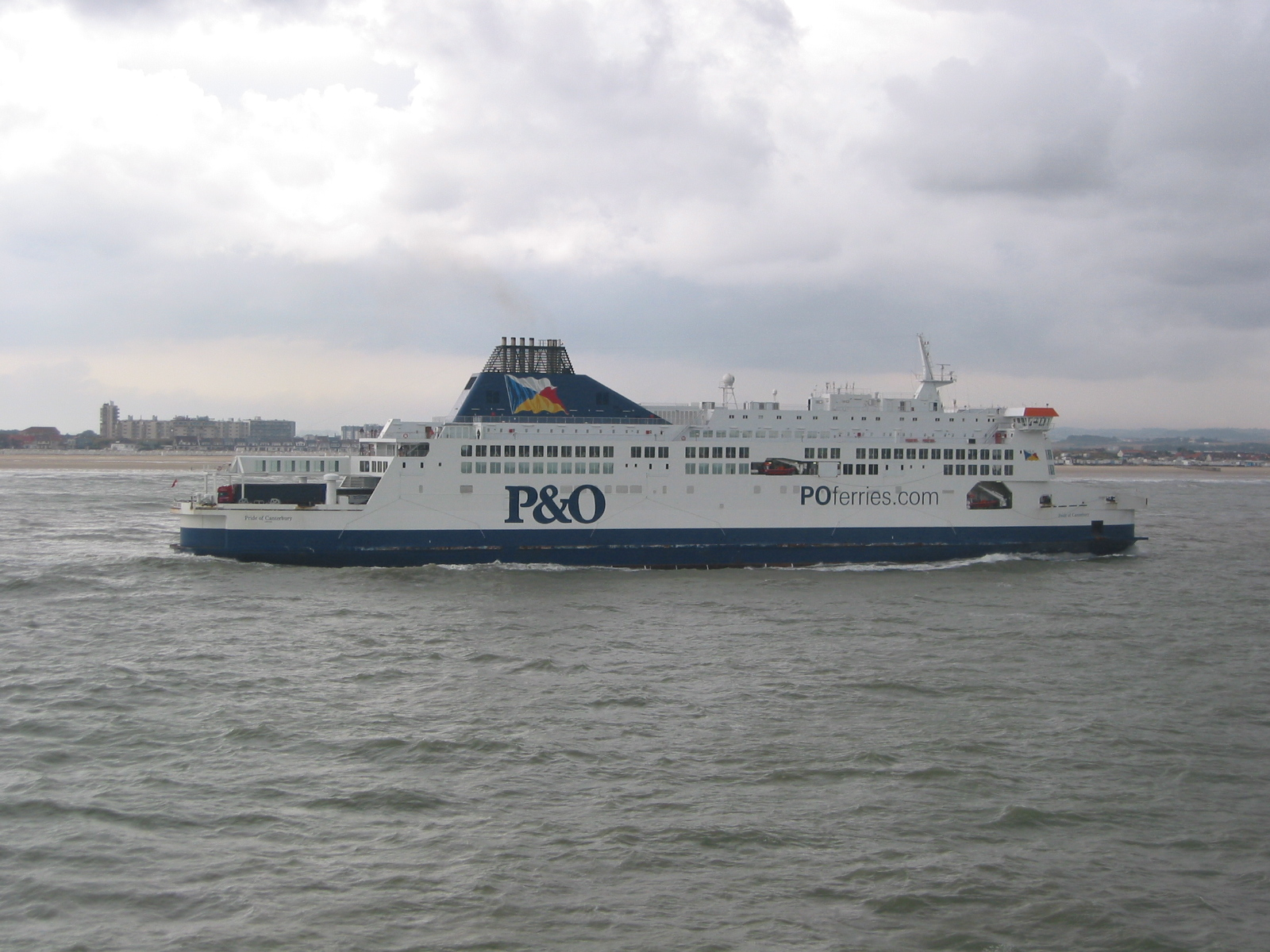
Die P&O-Fähre Pride of Canterbury auf der Route Liverpool-Dublin, August 2003

Ab Mitte der 1970er Jahre ging es mit P&O wieder bergauf, in dem Bereich der Kreuzfahrten wurde 1974 die US-Reederei Princess Cruises aufgekauft und zu einer der größten Kreuzfahrtlinien aufgebaut. Durch Gründung von P&O-Overseas Container Lines Ltd. stieg die Reederei nun voll in das Container-Geschäft ein und mit dem Joint Venture North Sea Ferries N.V., im Verbund mit dem niederländischen Nedlloyd-Konzern, war man nun auch bei den Fährdiensten vertreten.
1987 kaufte P&O die Townsend-Thoresen European Ferries Ltd. auf und firmierte sie als P&O European Ferries Ltd. um und baute sie zu einer erfolgreichen Fährlinie auf. Am 6. März 1987 kamen beim Untergang der Herald of Free Enterprise, die für das neu inkorporierte Unternehmen fuhr, 193 Menschen ums Leben.
1988 kaufte P&O die italienische Sitmar-Gruppe und stärkte somit seine Position bei den Kreuzfahrt-Diensten. 1996 erfolgt die Fusion mit dem niederländischen Nedlloyd-Konzern auf dem Sektor der Container-Dienste. Das neu entstandene Unternehmen firmierte als P&O-Nedlloyd Container Lines Ltd. Beide Partner hielten jeweils die Hälfte der Aktien. 1998 wurde die britische Container-Reederei Blue Star Line aufgekauft.
2000 erwarb P&O den erfolgreichen deutschen Clubschiffbetreiber AIDA Cruises und versuchte das Konzept mit A'Rosa Cruises und P&O OceanVillage zu kopieren, was allerdings nur bedingt funktionierte. Im selben Jahr wurde auf der Fährlinie Dover–Calais, unter Eindruck des Eurotunnels, ein Joint Venture mit der Stena Line unter dem Markennamen „P&O Stena Line“ gegründet – die Zusammenarbeit beschränkte sich ausschließlich auf diese Linie. Im Dezember 2000 ging die Logistiktochter P&O Trans European an das britische Unternehmen Wincanton.
2002 wurde bekannt, dass die P&O-Kreuzfahrtabteilung eine Fusion mit der Nr. 2 unter den Kreuzfahrtlinien – Royal Caribbean Cruise Line – anstrebte. Das dadurch entstandene Unternehmen wäre zur größten Kreuzfahrtlinie der Welt aufgestiegen. Die Carnival Corporation, um ihre Führungsrolle besorgt, bot daraufhin 1,2 Milliarden USD für P&O Princess Cruises. Die P&O-Aktionäre stimmten schließlich dem Verkauf der gesamten Kreuzfahrtabteilung, mit den Marken P&O Cruises, Princess Cruises, P&O Holiday Ltd., P&O OceanVillage, Swan Hellenic und AIDA Cruises / A’Rosa an die Carnival Corporation zu, die die Firmen zunächst unter altem oder ähnlichem Markennamen weiter betrieb. Desgleichen erfolgte 2002 die Zusammenlegung aller Fähraktivitäten unter dem Namen P&O Ferries Ltd., das Joint Venture mit der Stena Line wurde aufgelöst.
2004 verkaufte P&O seinen Anteil an P&O-Nedlloyd Container Lines Ltd. an dem Kon. Nedlloyd N.V. für 450 Mill. US-Dollar und erhielt 25 % der Nedlloyd-Anteile selbst. Das neue Unternehmen firmierte als Royal P&O-Nedlloyd N.V. Am 11. Mai 2005 bot die große dänische Container-Reederei A. P. Møller-Mærsk 2,4 Milliarden $ für Royal P&O-Nedlloyd N.V., die Vorstände von P&O und Nedlloyd rieten ihren Aktionären, das Angebot anzunehmen und am 29. Juni 2005 verkaufte P&O seine eigenen Nedlloyd-Anteile an die dänische Bank und A.P. Møller-Maersk.
2005 blieb von dieser einstmals weltgrößten Reederei nur noch die Fähr-Division P&O Ferries und das Tätigkeitsfeld als Hafenbetreiber und Logistiker (P&O Ports) übrig. Ende des Jahres gab es für diesen Rest einen Interessenten in Form der DP World (Dubai Ports Worldwide) und einem Angebot in Höhe von 5,75 Milliarden US-Dollar in bar.
Die Übernahme steckte einige Zeit in Schwierigkeiten. Der US-Teil von P&O Ports durfte nach Protest des US-Kongresses nicht von den Arabern übernommen werden. Dubai Ports World stimmte daher zu, diesen Teil an eine amerikanische Gesellschaft zu verkaufen. Am 11. Dezember 2006 übernahm dann ein Tochterunternehmen der AIG (American International Group) die P&O Ports North America für eine unbekannte Summe.
Am 17. März 2022 hat P&O Ferries sämtliche 800 Crew-Mitarbeiter fristlos entlassen um sie durch externe Vertragsarbeiter zu ersetzen. Die entlassenen Mitarbeiter besetzten daraufhin teilweise die Schiffe, was zu einem längeren Ausfall aller Fährfahrten zwischen Kontinentaleuropa und Großbritannien führte.

## Passagierschiffe der P&O 1836–2005 (Auswahl)
| Jahr        | Name               | Tonnage    | Werft                                               | Status/Schicksal                                                                   |
| ----------- | ------------------ | ---------- | --------------------------------------------------- | ---------------------------------------------------------------------------------- |
| 1836        | Iberia (I)         | 516 BRT    |                                                     | 1856 außer Dienst und zum Abbruch verkauft                                         |
| 1837        | Tagus              | 800 BRT    |                                                     | 1864 außer Dienst und zum Abbruch verkauft                                         |
| 1837        | Don Juan           | 800 BRT    |                                                     | 1837 bei Gibraltar gestrandet und aufgegeben                                       |
| 1839        | India (I)          | 871 BRT    |                                                     | 1849 verkauft                                                                      |
| 1842        | Hindustan (I)      | 2.018 BRT  |                                                     | 1864 bei Kalkutta im Sturm gesunken                                                |
| 1847        | Indus (I)          | 1.386 BRT  |                                                     | 1869 verkauft                                                                      |
| 1847        | Pekin (I)          | 1.190 BRT  |                                                     | 1866 außer Dienst und zum Abbruch verkauft                                         |
| 1848        | Malta (I)          | 1.218 BRT  | Caird & Company, Greenock                           | 1878 verkauft                                                                      |
| 1850        | Ganges (I)         | 1.190 BRT  |                                                     | 1871 verkauft                                                                      |
| 1850        | Singapore (I)      | 1.190 BRT  |                                                     | 1867 an der japanischen Küste gestrandet                                           |
| 1852        | Madras             | 1.190 BRT  |                                                     | 1874 verkauft                                                                      |
| 1852        | Bombay (I)         | 1.190 BRT  |                                                     | 1878 verkauft                                                                      |
| 1853        | Himalaya (I)       | 3.438 BRT  |                                                     | 1854 an Royal Navy verkauft                                                        |
| 1853        | Bengal (I)         | 2.185 BRT  | Tod & McGregor, Glasgow                             | 1870 verkauft                                                                      |
| 1854        | Simla (I)          | 2.441 BRT  |                                                     | 1875 verkauft                                                                      |
| 1857        | Delhi (I)          | 2.018 BRT  | Tod & McGregor, Glasgow                             | 1860: Nemesis, 1869 verkauft                                                       |
| 1858        | Ceylon             | 2.021 BRT  |                                                     | 1881 verkauft                                                                      |
| 1860        | Mooltan (I)        | 2.257 BRT  |                                                     | 1880 verkauft                                                                      |
| 1863        | Poona (I)          | 2.152 BRT  |                                                     | 1889 verkauft                                                                      |
| 1864        | Nyanza (I)         | 2.082 BRT  |                                                     | 1873 verkauft                                                                      |
| 1865        | Mongolia (I)       | 2.999 BRT  |                                                     | 1888 außer Dienst und zum Abbruch verkauft                                         |
| 1866        | Surat (I)          | 2.578 BRT  |                                                     | 1894 verkauft                                                                      |
| 1867        | Sumatra (I)        | 2.488 BRT  |                                                     | 1886 verkauft                                                                      |
| 1868        | Deccan             | 3.128 BRT  |                                                     | 1889 verkauft                                                                      |
| 1868        | Hindustan (II)     | 3.128 BRT  |                                                     | 1879 bei Madras gestrandet                                                         |
| 1870        | Australia (I)      | 3.777 BRT  | Caird & Co., Greenock                               | 1889 verkauft                                                                      |
| 1871        | Khedive            | 3.777 BRT  | Caird & Co., Greenock                               | 1897 verkauft                                                                      |
| 1871        | Peshawur           | 3.777 BRT  | Caird & Co., Greenock                               | 1899 verkauft                                                                      |
| 1871        | Mirzapore          | 3.777 BRT  | Caird & Co., Greenock                               | 1898 verkauft                                                                      |
| 1871        | Pekin (II)         | 3777 BRT   | Caird & Co., Greenock                               | 1897 verkauft                                                                      |
| 1871        | Indus (II)         | 3.469 BRT  |                                                     | 1885 bei Ceylon gestrandet                                                         |
| 1872        | Cathay (I)         | 2.984 BRT  | Caird & Co., Greenock                               | 1890 verkauft                                                                      |
| 1872        | Hydaspes           | 2.984 BRT  | Caird & Co., Greenock                               | 1898 verkauft                                                                      |
| 1873        | Malwa (I)          | 2.933 BRT  | Caird & Co., Greenock                               | 1894 verkauft                                                                      |
| 1873        | Bokhara            | 2.932 BRT  | Caird & Co., Greenock                               | 1892 in der Formosastraße (Taiwan) im Sturm gesunken (125 Tote)                    |
| 1873        | Nizam              | 2.733 BRT  |                                                     | 1893 außer Dienst und zum Abbruch verkauft                                         |
| 1873        | Gwalior            | 2.733 BRT  |                                                     | 1894 verkauft                                                                      |
| 1875 (1873) | Siam               | 3.033 BRT  | Caird & Co., Greenock                               | 1873 für NDL, 1875 an P&O, 1895 verkauft                                           |
| 1875 (1873) | Assam              | 3.033 BRT  | Caird & Co., Greenock                               | 1873 für NDL, 1875 an P&O, 1895 verkauft                                           |
| 1876        | Nepal              | 3.536 BRT  | A. Stephen & Sons Ltd., Glasgow                     | 1890 bei Plymouth gestrandet                                                       |
| 1878        | Kaisar-I-Hind (I)  | 4.023 BRT  | Caird & Co., Greenock                               | 1897 außer Dienst und zum Abbruch verkauft                                         |
| 1879        | Ancona             | 3.116 BRT  | Caird & Co., Greenock                               | 1899 verkauft                                                                      |
| 1879        | Verona             | 3.116 BRT  | Caird & Co., Greenock                               | 1899 außer Dienst und zum Abbruch verkauft                                         |
| 1880        | Brindisi           | 3.542 BRT  |                                                     | 1889 verkauft                                                                      |
| 1880        | Rome               | 5.013 BRT  | Caird & Co., Greenock                               | 1904: Vectis (III), 1912 verkauft                                                  |
| 1881        | Carthage (I)       | 5.013 BRT  | Caird & Co., Greenock                               | 1903 außer Dienst und zum Abbruch verkauft                                         |
| 1882        | Clyde              | 4.196 BRT  | W. Denny & Bros. Ltd., Dumbarton                    | 1901 verkauft                                                                      |
| 1881        | Shannon            | 4.196 BRT  | W. Denny & Bros. Ltd., Dumbarton                    | 1901 außer Dienst und zum Abbruch verkauft                                         |
| 1882        | Thames             | 4.196 BRT  | J. & G. Thomson Ltd., Clydebank                     | 1901 außer Dienst und zum Abbruch verkauft                                         |
| 1882        | Ganges (II)        | 4.196 BRT  | Caird & Co., Glasgow                                | 1898 in Bombay ausgebrannt                                                         |
| 1882        | Sutlej             | 4.196 BRT  | W. Denny & Bros. Ltd., Dumbarton                    | 1900 außer Dienst und zum Abbruch verkauft                                         |
| 1882        | Ballarat (I)       | 4.759 BRT  | Caird & Co., Greenock                               | 1904 außer Dienst und zum Abbruch verkauft                                         |
| 1882        | Parramatta         | 4.759 BRT  | Caird & Co., Greenock                               | 1903 außer Dienst und zum Abbruch verkauft                                         |
| 1884        | Massilia           | 4.908 BRT  | Caird & Co., Greenock                               | 1903 außer Dienst und zum Abbruch verkauft                                         |
| 1884        | Chusan (II)        | 4.490 BRT  | Caird & Co., Greenock                               | 1905 verkauft                                                                      |
| 1884        | Tasmania           | 4.488 BRT  | Caird & Co., Greenock                               | 1887 bei Korsika gestrandet und gesunken (35 Tote)                                 |
| 1885        | Corromandel (I)    | 4.359 BRT  | Caird & Co., Greenock                               | 1905 verkauft                                                                      |
| 1886        | Bengal (II)        | 4.359 BRT  | Caird & Co., Greenock                               | 1905 verkauft                                                                      |
| 1887        | Victoria (I)       | 6.525 BRT  | Caird & Co., Greenock                               | 1909 außer Dienst und zum Abbruch verkauft                                         |
| 1887        | Britannia          | 6.525 BRT  | Caird & Co., Greenock                               | 1909 außer Dienst und zum Abbruch verkauft                                         |
| 1888        | Arcadia (I)        | 6.610 BRT  | Harland & Wolff, Belfast                            | 1915 außer Dienst und zum Abbruch verkauft                                         |
| 1888        | Oceana (I)         | 6.610 BRT  | Harland & Wolff, Belfast                            | 1912 nach Kollision im Ärmelkanal gesunken                                         |
| 1888        | Oriental (II)      | 5.294 BRT  | Caird & Co., Greenock                               | 1915 verkauft                                                                      |
| 1888        | Peninsular (II)    | 5.294 BRT  | Caird & Co., Greenock                               | 1909 außer Dienst und zum Abbruch verkauft                                         |
| 1892        | Aden               | 3.925 BRT  | Sir Raylton Dixon & Co. Ltd., Middlesbrough         | 1897 vor Sokotra im Indischen Ozean gesunken (78 Tote)                             |
| 1892        | Himalaya (II)      | 6.901 BRT  | Caird & Co., Greenock                               | 1922 außer Dienst und zum Abbruch verkauft                                         |
| 1892        | Australia (II)     | 6.901 BRT  | Caird & Co., Greenock                               | 1904 bei Port Pilipp ausgebrannt                                                   |
| 1894        | Caledonia          | 7.558 BRT  | Caird & Co., Greenock                               | 1925 außer Dienst und zum Abbruch verkauft                                         |
| 1895        | Malta (II)         | 6.064 BRT  | Caird & Co., Greenock                               | 1922 außer Dienst und zum Abbruch verkauft                                         |
| 1895        | Simla (II)         | 5.914 BRT  | Caird & Co., Greenock                               | 1916 bei Malta torpediert und gesunken                                             |
| 1895        | Nubia (II)         | 5.914 BRT  | Caird & Co., Greenock                               | 1915 auf der Reede liegend vor Colombo gesunken                                    |
| 1896        | Candia (II)        | 6.482 BRT  | Caird & Co., Greenock                               | 1917 im Ärmelkanal torpediert und gesunken                                         |
| 1896        | India (II)         | 7.911 BRT  | Caird & Co., Greenock                               | 1915 bei Norwegen torpediert und gesunken (160 Tote)                               |
| 1896        | China (II)         | 7.912 BRT  | Harland & Wolff, Belfast                            | 1928 außer Dienst und zum Abbruch verkauft                                         |
| 1897        | Egypt              | 7.912 BRT  | Caird & Co., Greenock                               | 1922 vor Ouessant nach Kollision gesunken (87 Tote)                                |
| 1898        | Arabia             | 7.903 BRT  | Caird & Co., Greenock                               | 1916 bei Kap Matapan torpediert und gesunken (11 Tote)                             |
| 1900        | Persia             | 7.974 BRT  | Caird & Co., Greenock                               | 1915 bei Kreta torpediert und versenkt (343 Tote)                                  |
| 1899        | Assaye             | 7.405 BRT  | Caird & Co., Greenock                               | 1928 außer Dienst und zum Abbruch verkauft                                         |
| 1900        | Plassy             | 7.405 BRT  | Caird & Co., Greenock                               | 1924 außer Dienst und zum Abbruch verkauft                                         |
| 1900        | Sobraon            | 7.382 BRT  | Caird & Co., Greenock                               | 1901 gesunken                                                                      |
| 1901        | Syria (I)          | 6.780 BRT  | A. Stephen & Sons Ltd., Glasgow                     | 1924 außer Dienst und zum Abbruch verkauft                                         |
| 1901        | Sicilia            | 6.780 BRT  | A. Stephen & Sons Ltd., Glasgow                     | 1926 außer Dienst und zum Abbruch verkauft                                         |
| 1901        | Soudan (I)         | 6.780 BRT  | Caird & Co., Greenock                               | 1925 außer Dienst und zum Abbruch verkauft                                         |
| 1901        | Somali (I)         | 6.780 BRT  | Caird & Co., Greenock                               | 1923 verkauft                                                                      |
| 1902        | Sardinia           | 6.574 BRT  | Barclay, Curle & Co. Ltd., Glasgow                  | 1925 außer Dienst und zum Abbruch verkauft                                         |
| 1903        | Moldavia (I)       | 9.505 BRT  | Caird & Co., Greenock                               | 1918 bei Beachy Head (Kanal) torpediert und gesunken (56 Tote)                     |
| 1903        | Mongolia (II)      | 9.505 BRT  | Caird & Co., Greenock                               | 1917 bei Bombay nach Minentreffer gesunken (23 Tote)                               |
| 1903        | Marmora            | 10.509 BRT | Harland & Wolff, Belfast                            | 1918 bei Irland torpediert und gesunken (10 Tote)                                  |
| 1904        | Macedonia          | 10.512 BRT | Harland & Wolff, Belfast                            | 1931 außer Dienst und zum Abbruch verkauft                                         |
| 1905        | Mooltan (II)       | 9.621 BRT  | Caird & Co., Greenock                               | 1917 bei Sardinien torpediert und gesunken                                         |
| 1903        | Palermo            | 7.635 BRT  | Barclay, Curle & Co. Ltd., Greenock                 | 1924 außer Dienst und zum Abbruch verkauft                                         |
| 1903        | Palma              | 7.635 BRT  | Barclay, Curle & Co. Ltd., Greenock                 | 1924 außer Dienst und zum Abbruch verkauft                                         |
| 1903        | Pera (II)          | 7.635 BRT  | Barclay, Curle & Co. Ltd., Greenock                 | 1917 im Mittelmeer torpediert und gesunken                                         |
| 1905        | Peshawur           | 7.635 BRT  | Barclay, Curle & Co. Ltd., Glasgow                  | 1917 bei Irland torpediert und gesunken                                            |
| 1905        | Poona (II)         | 7.635 BRT  | Barclay, Curle & Co. Ltd., Glasgow                  | 1924 außer Dienst und zum Abbruch verkauft                                         |
| 1905        | Delhi (II)         | 8.092 BRT  | Caird & Co., Greenock                               | 1911 bei Kap Spartel gestrandet/gesunken (3 Tote)                                  |
| 1905        | Delta (III)        | 8.092 BRT  | Barclay, Curle & Co. Ltd., Glasgow                  | 1929 außer Dienst und zum Abbruch verkauft                                         |
| 1905        | Dongola            | 8.092 BRT  | Barclay, Curle & Co. Ltd., Glasgow                  | 1926 außer Dienst und zum Abbruch verkauft                                         |
| 1906        | Devanha            | 8.092 BRT  | Caird & Co., Greenock                               | 1928 außer Dienst und zum Abbruch verkauft                                         |
| 1906        | Nile               | 6.875 BRT  | Caird & Co., Greenock                               | 1915 in der jap. Inland-See gestrandet/gesunken                                    |
| 1906        | Namur              | 6.875 BRT  | Caird & Co., Greenock                               | 1917 bei Gibraltar torpediert und gesunken                                         |
| 1907        | Nore               | 6.875 BRT  |                                                     | 1925 außer Dienst und zum Abbruch verkauft                                         |
| 1907        | Nyanza (II)        | 6.875 BRT  |                                                     | 1927 außer Dienst und zum Abbruch verkauft                                         |
| 1907        | Novara             | 6.875 BRT  | Caird & Co., Greenock                               | 1932 außer Dienst und zum Abbruch verkauft                                         |
| 1907        | Nankin (II)        | 6.875 BRT  | Caird & Co., Greenock                               | 1932 verkauft                                                                      |
| 1907        | Nagoya             | 6.875 BRT  | Caird & Co., Greenock                               | 1932 außer Dienst und zum Abbruch verkauft                                         |
| 1907        | Nellore            | 6.875 BRT  | Caird & Co., Greenock                               | 1929 verkauft                                                                      |
| 1908        | Salsette (II)      | 5.842 BRT  | Caird & Co., Greenock                               | 1917 bei Isle of Portland versenkt                                                 |
| 1908        | Morea              | 10.890 BRT | Barclay, Curle & Co. Ltd., Greenock                 | 1930 außer Dienst und zum Abbruch verkauft                                         |
| 1909        | Malwa (II)         | 10.883 BRT | Caird & Co., Greenock                               | 1932 außer Dienst und zum Abbruch verkauft                                         |
| 1909        | Mantua (I)         | 10.946 BRT | Caird & Co., Greenock                               | 1935 außer Dienst und zum Abbruch verkauft                                         |
| 1911        | Maloja             | 12.431 BRT | Harland & Wolff Ltd., Belfast                       | 1916 bei Dover nach Minentreffer gesunken (155 Tote)                               |
| 1911        | Medina             | 12.358 BRT | Caird & Co., Greenock                               | 1917 vor dem Landvorsprung Start Point (Devon) torpediert und gesunken (6 Tote)    |
| 1911        | Ballarat (II)      | 11.120 BRT | Caird & Co., Greenock                               | 1917 im Kanal torpediert und gesunken                                              |
| 1911        | Benalla            | 11.118 BRT | Caird & Co., Greenock                               | 1931 außer Dienst und zum Abbruch verkauft                                         |
| 1911        | Beltana            | 11.120 BRT | Caird & Co., Greenock                               | 1930 außer Dienst und zum Abbruch verkauft                                         |
| 1913        | Berrima            | 11.137 BRT | Caird & Co., Greenock                               | 1930 außer Dienst und zum Abbruch verkauft                                         |
| 1914        | Borda              | 11.136 BRT | Caird & Co., Greenock                               | 1928 außer Dienst und zum Abbruch verkauft                                         |
| 1914        | Khiva (II)         | 8.947 BRT  | Cammell Laird & Co. Ltd., Birkenhead                | 1931 außer Dienst und zum Abbruch verkauft                                         |
| 1914        | Khyber (I)         | 8.946 BRT  | Cammell Laird & Co. Ltd., Birkenhead                | 1931 außer Dienst und zum Abbruch verkauft                                         |
| 1914        | Karmala (I)        | 8.947 BRT  | Caird & Co., Greenock                               | 1932 außer Dienst und zum Abbruch verkauft                                         |
| 1914        | Kashgar (II)       | 8.840 BRT  | Caird & Co., Greenock                               | 1932 außer Dienst und zum Abbruch verkauft                                         |
| 1915        | Kalyan             | 8.947 BRT  | Cammell Laird & Co. Ltd., Birkenhead                | 1932 außer Dienst und zum Abbruch verkauft                                         |
| 1915        | Kashmir            | 8.841 BRT  | Caird & Co., Greenock                               | 1932 außer Dienst und zum Abbruch verkauft                                         |
| 1914        | Kaisar-I-Hind (II) | 11.518 BRT | Caird & Co., Greenock                               | 1938 außer Dienst und zum Abbruch verkauft                                         |
| 1920        | Naldera            | 15.824 BRT | Caird & Co., Greenock                               | 1938 außer Dienst und zum Abbruch verkauft                                         |
| 1920        | Narkunda           | 16.227 BRT | Harland & Wolff Ltd., Belfast                       | 1942 bei Algerien nach Bombentreffer gesunken                                      |
| 1921        | Baradine (I)       | 13.144 BRT | Harland & Wolff Ltd., Belfast                       | 1936 außer Dienst und zum Abbruch verkauft                                         |
| 1921        | Ballarat (III)     | 13.033 BRT | Harland & Wolff Ltd., Belfast                       | 1935 außer Dienst und zum Abbruch verkauft                                         |
| 1922        | Balranald (I)      | 13.039 BRT | Harland & Wolff Ltd., Belfast                       | 1936 außer Dienst und zum Abbruch verkauft                                         |
| 1922        | Bendigo (I)        | 13.039 BRT | Harland & Wolff Ltd., Belfast                       | 1936 außer Dienst und zum Abbruch verkauft                                         |
| 1922        | Barrabool          | 13.148 BRT | Harland & Wolff Ltd., Belfast                       | 1936 außer Dienst und zum Abbruch verkauft                                         |
| 1922        | Moldavia (II)      | 16.436 BRT | Sir W.G. Armstrong-Whitworth & Co., Ltd., Newcastle | 1938 außer Dienst und zum Abbruch verkauft                                         |
| 1923        | Maloja (II)        | 20.837 BRT | Harland & Wolff Ltd., Belfast                       | 1954 außer Dienst und zum Abbruch verkauft                                         |
| 1923        | Mooltan (III)      | 20.847 BRT | Harland & Wolff Ltd., Belfast                       | 1954 außer Dienst und zum Abbruch verkauft                                         |
| 1923        | Mongolia (III)     | 16.504 BRT | Sir W.G. Armstrong-Whitworth & Co., Ltd., Newcastle | 1938 an NZSCo verkauft und in Rimutaka umbenannt                                   |
| 1924        | Comorin (I)        | 15.116 BRT | Barclay, Curle & Co. Ltd., Glasgow                  | 1941 bei Sierra Leone ausgebrannt und gesunken                                     |
| 1925        | Chitral (I)        | 15.248 BRT | A. Stephen & Sons Ltd., Glasgow                     | 1953 außer Dienst und zum Abbruch verkauft                                         |
| 1925        | Cathay (II)        | 15.104 BRT | Barclay, Curle & Co. Ltd., Glasgow                  | 1942 bei Bougie (Algerien) nach Bombentreffer gesunken                             |
| 1925        | Razmak             | 10.602 BRT | Harland & Wolff, Greenock                           | 1930 verkauft an Union SS Co., Monowai                                             |
| 1925        | Rajputana          | 16.658 BRT | Harland & Wolff Heavy Industries, Greenock          | 1941 bei Island torpediert und gesunken (40 Tote)                                  |
| 1925        | Ranpura            | 16.738 BRT | Hawthorn, Leslie & Company, Newcastle upon Tyne     | 1944 an Royal Navy und Umbau zum Werkstattschiff                                   |
| 1925        | Rawalpindi         | 16.695 BRT | Harland & Wolff Heavy Industries, Greenock          | 1939 bei Norwegen durch deutsche Kriegsschiffe versenkt                            |
| 1925        | Ranchi             | 16.650 BRT | Hawthorn, Leslie and Company, Newcastle upon Tyne   | 1953 außer Dienst und zum Abbruch verkauft                                         |
| 1929        | Viceroy of India   | 19.648 BRT | A. Stephen & Sons Ltd., Glasgow                     | 1942 bei Oran (Marokko) torpediert und gesunken                                    |
| 1931        | Corfu              | 14.293 BRT | A. Stephen & Sons Ltd., Glasgow                     | 1961 außer Dienst und zum Abbruch verkauft                                         |
| 1931        | Carthage (II)      | 14.304 BRT | A. Stephen & Sons Ltd., Glasgow                     | 1961 außer Dienst und zum Abbruch verkauft                                         |
| 1931        | Strathnaver (I)    | 22.544 BRT | Vickers-Armstrongs Ltd., Barrow                     | 1962 außer Dienst und zum Abbruch verkauft                                         |
| 1932        | Strathaird (I)     | 22.544 BRT | Vickers-Armstrongs Ltd., Barrow                     | 1961 außer Dienst und zum Abbruch verkauft                                         |
| 1935        | Strathmore         | 23.580 BRT | Vickers-Armstrongs Ltd., Barrow                     | 1963 außer Dienst und zum Abbruch verkauft                                         |
| 1937        | Stratheden         | 23.722 BRT | Vickers-Armstrongs Ltd., Barrow                     | 1964 außer Dienst und zum Abbruch verkauft                                         |
| 1937        | Strathallan        | 23.732 BRT | Vickers-Armstrongs Ltd., Barrow                     | 1942 bei Oran (Marokko) torpediert und gesunken                                    |
| 1938        | Canton             | 15.784 BRT | A. Stephen & Sons Ltd., Glasgow                     | 1962 außer Dienst und zum Abbruch verkauft                                         |
| 1938        | Ettrick            | 11.279 BRT | Barclay, Curle & Co. Ltd., Glasgow                  | 1942 bei Gibraltar torpediert und gesunken (24 Tote)                               |
| 1949        | Himalaya (III)     | 27.955 BRT | Vickers-Armstrongs Ltd., Barrow                     | 1974 außer Dienst und zum Abbruch verkauft                                         |
| 1950        | Chusan (II)        | 24.215 BRT | Vickers-Armstrongs Ltd., Barrow                     | 1973 außer Dienst und zum Abbruch verkauft                                         |
| 1954        | Iberia (II)        | 29.664 BRT | Harland & Wolff Ltd., Belfast                       | 1972 außer Dienst und zum Abbruch verkauft                                         |
| 1954        | Arcadia (II)       | 29.664 BRT | John Brown & Co. Ltd., Clydebank                    | 1979 außer Dienst und zum Abbruch verkauft                                         |
| 1961        | Canberra           | 45.270 BRT | Harland & Wolff Ltd., Belfast                       | 1997 außer Dienst und zum Abbruch verkauft                                         |
| 1961 (1956) | Chitral (II)       | 13.821 BRT | Chantiers de l’Atlantique S.A., St. Nazaire         | 1956 ex Jadotville für CMB, 1961 an P&O, 1975 außer Dienst                         |
| 1961 (1957) | Cathay (III)       | 13.821 BRT | Chantiers de l’Atlantique S.A., St. Nazaire         | 1957 ex Baudouinville für CMB, 1961 an P&O, 1976 verkauft                          |
| 1964 (1960) | Oriana             | 41.915 BRT | Vickers-Armstrongs Ltd., Barrow                     | 1960 für Orient Line, 1964 an P&O, 1986 verkauft, 2005 verschrottet                |
| 1964 (1948) | Orcades            | 28.396 BRT | Vickers-Armstrongs Ltd., Barrow                     | 1948 für Orient Line, 1964 an P&O, 1973 Abbruch                                    |
| 1964 (1951) | Oronsay            | 28.472 BRT | Vickers-Armstrongs Ltd., Barrow                     | 1951 für Orient Line, 1964 an P&O, 1975 Abbruch                                    |
| 1964 (1954) | Orsova             | 28.472 BRT | Vickers-Armstrongs Ltd., Barrow                     | 1954 für Orient Line, 1964 an P&O, 1973 Abbruch                                    |
| 1995        | Oriana (II)        | 69.153 BRZ | Jos. L. Meyer-Werft, Papenburg                      | 2019 an AstroOcean verkauft                                                        |
| 1995 (1988) | Arcadia (III)      | 63.524 BRZ | Chantiers de l’Atlantique S.A., St. Nazaire         | 2003 an OceanVillage übertragen                                                    |
| 2000        | Aurora             | 76.152 BRZ | Jos. L. Meyer-Werft, Papenburg                      | in Dienst bei P&O Cruises                                                          |
| 2001 (2000) | Oceana (II)        | 77.441 BRZ | Fincantieri S.p.A., Monfalcone                      | 2000 ex Ocean Princess, 2001 an P&O, bis 2020 in Dienst bei P&O Cruises, aufgelegt |

## Trivia
- Das Abzeichen mit Flagge und P&O-Schriftzug wurde in der Verfilmung In 80 Tagen um die Welt mit Pierce Brosnan verwendet.